# Luperina baxteri
Luperina baxteri là một loài bướm đêm trong họ Noctuidae.